# 大溪農會倉庫
大溪農會倉庫，原稱為桃園郡米穀統制組合倉庫，是一座位於臺灣桃園市大溪區的倉庫設施，為臺灣日治時期至戰後時期所使用的設施，當前建築已登錄為桃園市歷史建築，並再利用規劃作為桃園市立大溪木藝生態博物館六廿四故事館之名開放參觀。

## 沿革
第二次世界大戰期間，由於臺灣進入戰時經濟體制，因為戰爭局勢規模擴大且日漸緊張，臺灣總督府因而於1939年4月發布「米穀配給統制規則」及各項管理令，11月實行「台灣米穀移出管理令」來加強臺灣地區的米穀統制，隨著戰事的持續進行。「台灣米穀應急措施令」1942年於發布，規定除自家用米外的所有稻米均須全數售予政府，採取一種強制配給制度，米穀及儲藏均受到嚴厲管制。並在各地米穀倉庫，主要管控米穀的產銷、儲藏空營運效率，其中大溪農會倉庫也於此時興建。
第二次世界大戰結束後，各地倉庫由糧食局接收，再撥借至各鄉鎮市農會使用。大溪農會倉庫於1950年曾被憲兵隊短暫進駐此處，後期由財政部國有財產署租賃予大溪區農會作為肥料倉庫使用。為大溪區農會食鹽肥料倉庫。
2017年11月16日，大溪農會倉庫由桃園市政府登錄為歷史建築完成後則要求財政部國有財產署無償撥用，並預計於2018年完成調查研究、2020年前展開修復工程。、2021年10月6日正式開館對外開放參觀。

## 建築設計

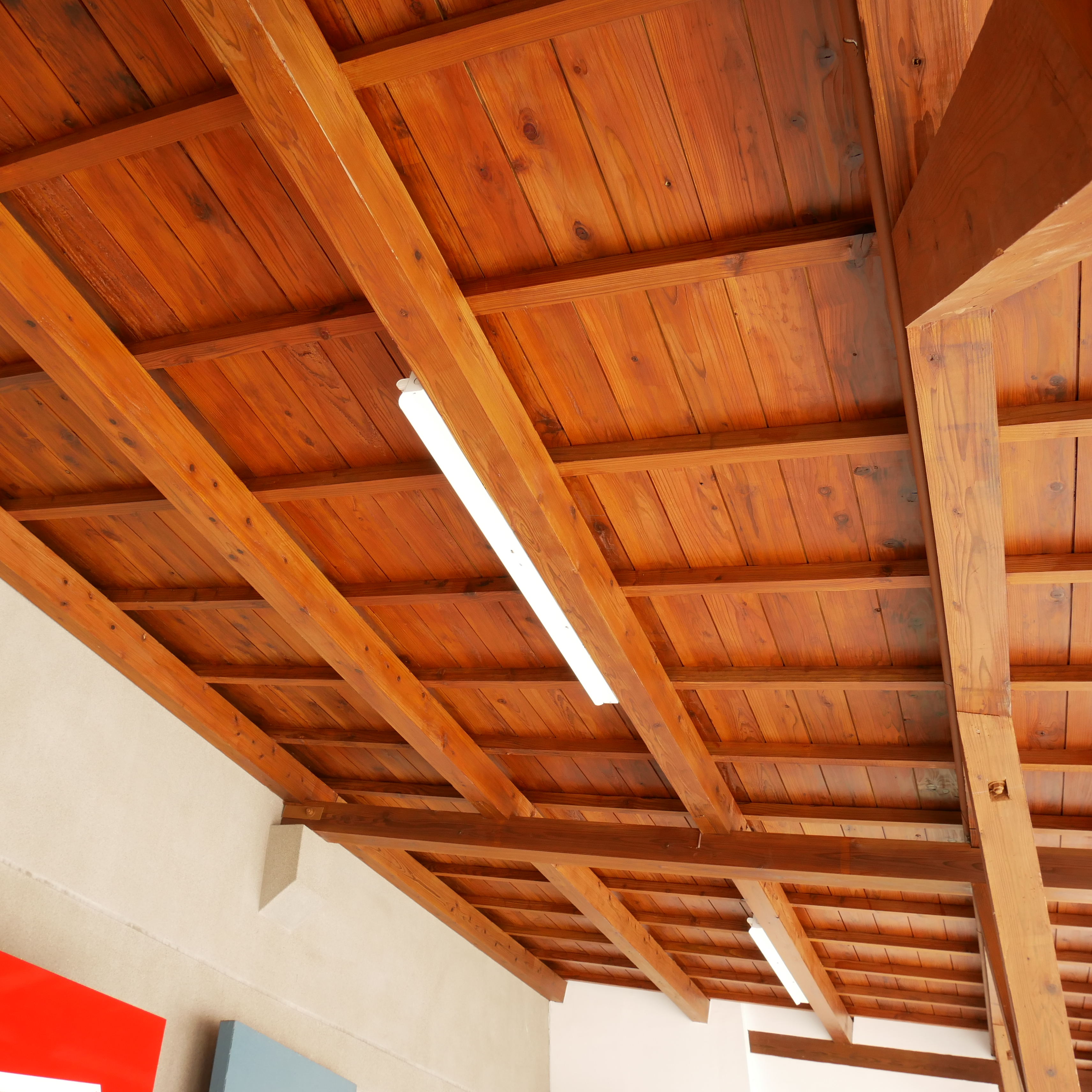
倉庫天花板
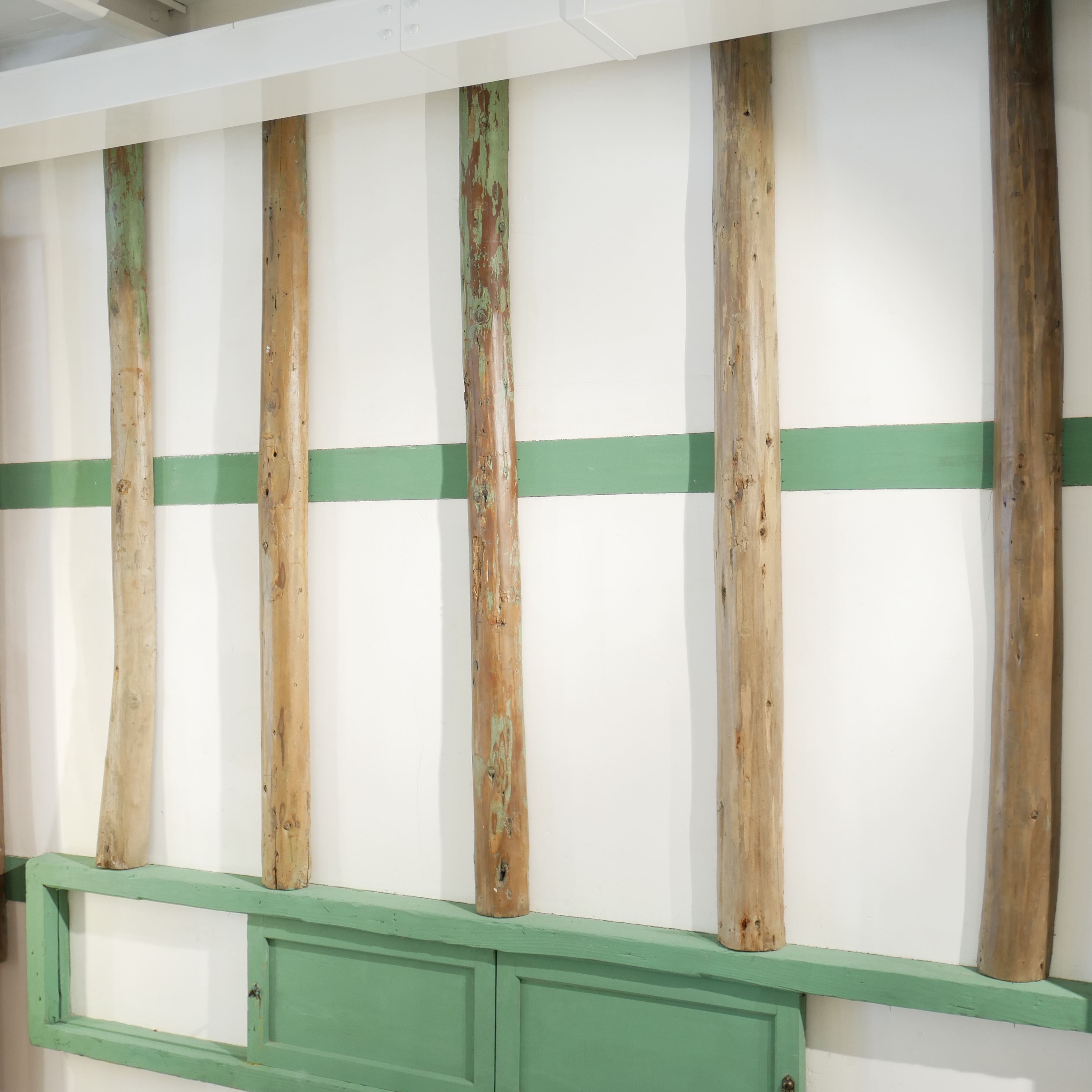
倉庫內壁

大溪農會倉庫建築佔地達250坪，其建築為「統制倉」（統一型制的倉庫）。屋頂形式屬兩坡式屋頂，為大跨距之木桁架，共設有八組屋架，；建築主要結構主要以磚砌抹紅土牆、防潮壁、木構造及鋼筋混凝土柱造構成，牆面上下皆設有通氣窗，倉庫的設計兼具防潮控溫以及防盜防火等功能。木條板封牆抹白灰等裝飾。
當前，倉庫已經作為「六廿四故事館」，做為推動大溪社頭文化、提升市指定無形文化資產「關聖帝君聖誕遶境慶典」的核心空間，也是社頭成員共學的空間。博物館與社頭成員將共同策劃相關主題的展示與動態展演活動，是一座提供民眾了解、體驗、感受大溪六廿四文化的館舍。一樓將展示六廿四慶典主題擊劃各種互動的展示；二樓則規劃為教育推廣活動空間使用，建築物仍保存戰後憲兵隊使用時的牆面題字。

## 另見
- 大溪警察局宿舍群
- 大溪國小日式宿舍
- 大溪武德殿
- 大溪公會堂

## 外部連結
- 大溪農會倉庫- 歷史建築 - 桃園市政府文化局- TYCG （页面存档备份，存于）